# Domecy-sur-le-Vault
Domecy-sur-le-Vault település Franciaországban, Yonne megyében. Lakosainak száma 85 fő (2022. január 1.). Domecy-sur-le-Vault Vault-de-Lugny, Tharoiseau, Asquins, Givry, Island és Saint-Père községekkel határos.

## Népesség
A település népességének változása:
| Lakosok száma | 106  | 95   | 92   | 88   | 87   | 86   | 86   | 85   | 85   |
|               | 2013 | 2015 | 2016 | 2017 | 2018 | 2019 | 2020 | 2021 | 2022 |